# Osta Morat
Osta Morat (Levanto, 19 marzo 1574 – Tunisi, giugno 1640) è stato un ammiraglio tunisino, dey di Tunisi dal 1638 sino alla morte.

## Biografia
Nato a Levanto nel 1574 come Benedetto D'Arrì, figlio del marmoraro Francesco, originario di Rio di Sesta Godano, fu rapito giovinetto da corsari barbareschi mentre era imbarcato come mozzo su un naviglio mercantile.
Convertitosi all'Islam, cambia il proprio nome in Usthad Murad, nome che verrà variamente storpiato nelle cronache del tempo. 

Dopo aver comprato la propria libertà, comincia a costruirsi una discreta posizione a Tunisi. Risale infatti al 1º novembre 1594 un atto emesso dal consolato francese della città africana, che attesta che il "patrone" di un'imbarcazione di Salerno si dichiara debitore del Morat di novanta scudi d'oro.

Già a partire dal 1600, in qualità di giannizzero, Morat riesce ad entrare nelle grazie di Othman Dey, divenendone una sorta di segretario personale.

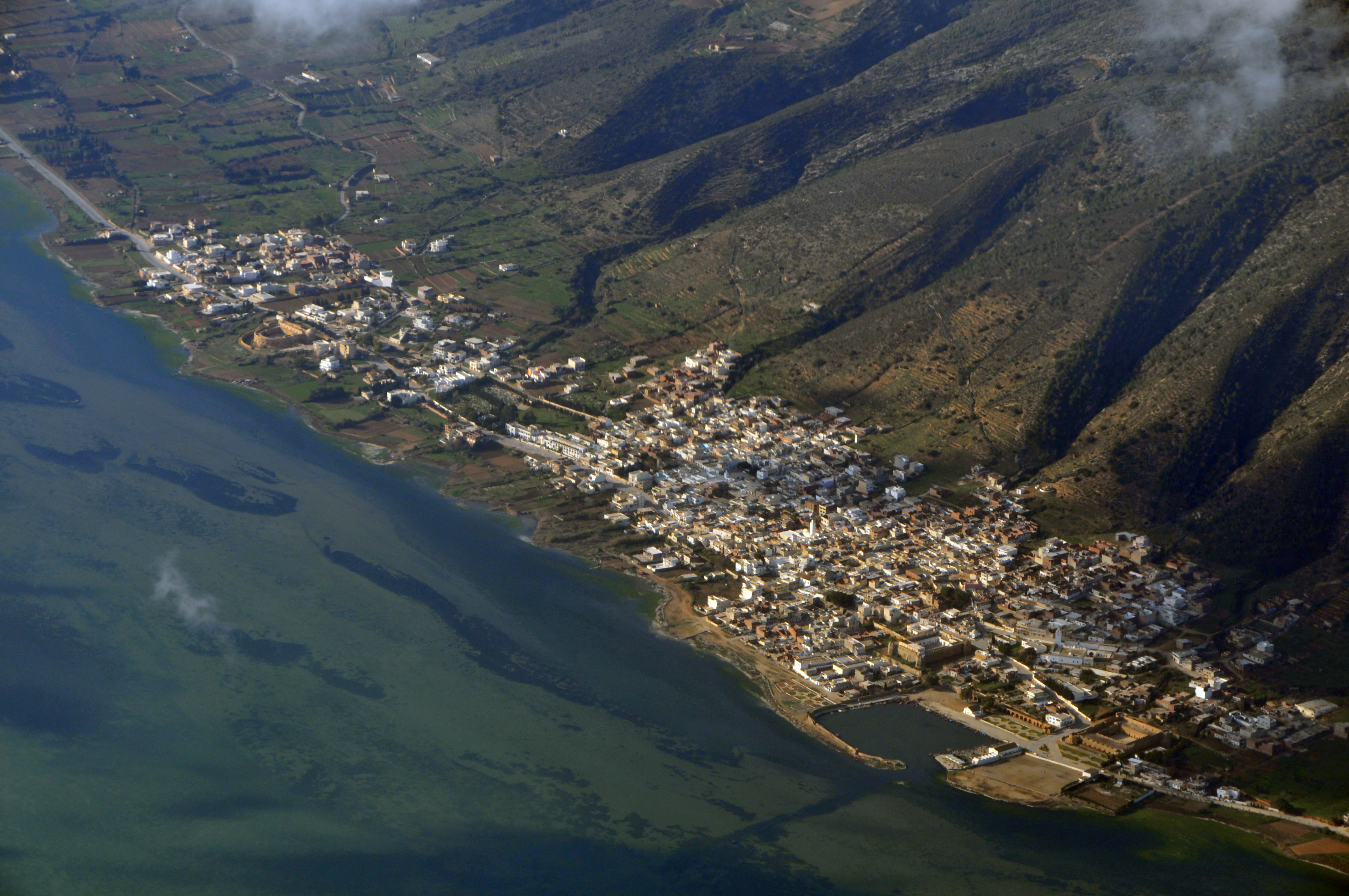
Vista aerea di Porto Farina, fondata da Usta Murad nel 1638

Consolidata la sua posizione e, non dimentico delle sue origini (era infatti solito aggiungere alla sua firma "genovese di Levanto"), riuscì a riallacciare i rapporti con la sua famiglia d'origine. Dapprima si fece raggiungere dal padre, che grazie anche alla collaborazione del figlio, divenne un importante intermediatore di riscatti collaborando con il "Magistrato per il Riscatto degli Schiavi" (istituzione genovese fondata nel 1597 per ricattare i prigionieri liguri in mano barbaresca). Oltre al padre, Morat fu raggiunto da nipoti e fratelli che intrattennero rapporti commerciali con Genova, Livorno e Marsiglia. 
Questi traffici arricchirono enormemente Morat che rafforzò nei primi anni del XVII secolo la propria posizione nella città del Maghreb.
Nel 1615 divenne "Generale delle galere di Biserta", ruolo che mantenne sino al 1637.
In quel periodo si dedicò alla pirateria, attaccando e razziando le coste dell'Europa cristiana. 
Fronteggiò anche le galee di Firenze e di Malta che operavano davanti alle coste del Nord Africa.
Nel 1628 fu nominato "Comandante Supremo" delle armate tunisine durante un breve conflitto contro Algeri; benché sconfitto, grazie al suo valore non vide intaccato il prestigio di cui godeva.
Alla morte di Yusuf Dey nel 1638, riuscì a succedergli grazie all'aiuto di un altro rinnegato, Mami Ferrarese, che in seguito uccise.
Come Dey, allacciò buoni rapporti con la Francia e fece ampliare Porto Farina, l'attuale Ghar El Melh.
Il suo regno fu breve, poiché morì nel giugno del 1640.

## Controversie sul nome
Nell'occidente cristiano Osta Morat fu conosciuto con vari nomi: Osta Moratto, Osta Mouratto, Sta Mouratto, Stamurato, Osta Murat, Estamorat. Tutti questi nomi erano alterazioni dell'originale arabo Muràd Ustadh.